# Sheilla Castro
Sheilla Tavares de Castro Blassioli (* 1. Juli 1983 in Belo Horizonte) ist eine brasilianische Volleyballspielerin. Sie gewann 2008 und 2012 die olympische Goldmedaille.

## Karriere
Castro begann ihre Karriere 1997 beim Mackenzie Esporte Clube. 2000 wechselte sie zum Minas Tênis Clube. 2002 wurde sie mit dem Verein brasilianischer Meister. Im gleichen Jahr debütierte die Universalspielerin in der brasilianischen Nationalmannschaft, die 2003 die Südamerikameisterschaft gewann. 2004 wechselte Castro in die italienische Liga zu Robursport Pesaro. Ein Jahr später gelang ihr mit der Nationalmannschaft die Titelverteidigung in der kontinentalen Meisterschaft sowie der Sieg im Grand Prix. 2006 gewann Pesaro den CEV-Pokal und die Universalspielerin nahm nach dem erneuten Grand-Prix-Erfolg an der Weltmeisterschaft 2006 teil, die für Brasilien erst im Finale endete. 2007 setzte Brasilien die Siegesserie in Südamerika fort und erreichte jeweils den zweiten Platz bei den Panamerikanischen Spielen und im World Cup. In der Saison 2007/08 gewann Castro mit Pesaro die nationale Meisterschaft und den CEV-Pokal sowie mit Brasilien wieder den Grand Prix. Beim olympischen Turnier siegte die Nationalmannschaft im Finale gegen die USA. Castro kehrte nach Brasilien zurück und spielte für São Caetano EC. 2009 folgten die nächsten internationalen Titel in Südamerika und beim Grand Prix. 2010 reichte es für die Brasilianerinnen hingegen beim Grand Prix und bei der Weltmeisterschaft nur zum zweiten Platz. Anschließend wechselte Castro zu Rio de Janeiro VC. Mit dem neuen Verein wurde sie 2011 brasilianischer Meister. Die Nationalmannschaft wurde im Grand Prix wieder Zweiter, gewann aber die Südamerikameisterschaft und die Panamerikanischen Spiele. 2012 gab es zum dritten Mal in Folge den zweiten Platz beim Grand Prix. In London gelang Brasilien die Titelverteidigung bei den Olympischen Spielen 2012.